# Cucullia humilis
Cucullia humilis är en fjärilsart som beskrevs av Charles Boursin 1942. Cucullia humilis ingår i släktet Cucullia och familjen nattflyn. Inga underarter finns listade i Catalogue of Life.